# Шараве, Жак
Жак Шараве́ (фр. Jacques Charavay; 8 августа 1809, Лион — 23 апреля 1867, Леваллуа-Перле) — французский библиограф, специалист по автографам. Старший брат коммунистического активиста и книготорговца Габриэля Шараве.

## Биография
Жак Шараве родился в семье мебельного мастера, ветерана египетского похода Наполеона I, также занимавшегося книготорговлей. Работал сначала клерком в юридической конторе, в 1835 году — благодаря данной членами его семьи взятке — стал судебным приставом в Лионе. В начале 1842 года был вынужден уйти в отставку, после того как его братья Габриэль и Жан были арестованы за работу в газете коммунистической направленности. С 1845 года издавал газету в департаменте Рона.
Случайное приобретение нескольких интересных рукописей навело его на мысль специализировать торговлю рукописями и автографами, которые до того времени лишь иногда, без системы, включались в каталоги книг, продаваемых на антикварных рынках. Переселившись в Париж, Шараве вскоре смог стать экспертом в области палеографии и авторитетным оценщиком и экспертом для определения значения и ценности старинных и современных рукописей и автографов. Впоследствии вместе с братом Габриэлем собрал обширную коллекцию редких книг, брошюр, летучих листов, журналов, газет, гравюр и рисунков по истории Франции вообще и по революционной эпохе в частности. Среди его сочинений — «Bibliographie du Dauphiné» и несколько сборников, оригиналами для которых послужили разные unica.